# Copa CEMAC de 2009
La Copa CEMAC 2009 es la sexta edición del torneo de fútbol a nivel de selecciones nacionales de África Central organizado por la UNIFFAC y que contó con la participación de seis países de la región.
El anfitrión República Centroafricana venció en la final a Guinea Ecuatorial para ganar el título por primera vez.

## Fase de grupos

### Grupo A
| País                     | PTS | J | G | E | P | GF | GC |
| ------------------------ | --- | - | - | - | - | -- | -- |
| República Centroafricana | 6   | 2 | 2 | 0 | 0 | 3  | 0  |
| Guinea Ecuatorial        | 1   | 2 | 0 | 1 | 1 | 2  | 3  |
| Congo                    | 1   | 2 | 0 | 1 | 1 | 2  | 4  |

| 1 de diciembre de 2009 | República Centroafricana | 1 – 0 | Guinea Ecuatorial | Stade Barthelemy Boganda, Bangui |  |
|                        | Dertin 47'               |       |                   |                                  |  |

| 3 de diciembre de 2009 | Guinea Ecuatorial                | 2 – 2 | Congo                         | Stade Barthelemy Boganda, Bangui |  |
|                        | Ekedo 41' (pen.) · E. Essono 83' |       | Kouyou 28' · Akoli 90' (pen.) |                                  |  |

| 5 de diciembre de 2009 | Congo | 0 - 2 | República Centroafricana  | Stade Barthelemy Boganda, Bangui |  |
|                        |       |       | Kemó 7' · Momi 87' (pen.) |                                  |  |

### Grupo B
| País    | PTS | J | G | E | P | GF | GC |
| ------- | --- | - | - | - | - | -- | -- |
| Chad    | 3   | 2 | 1 | 0 | 1 | 4  | 4  |
| Gabón   | 3   | 2 | 1 | 0 | 1 | 4  | 4  |
| Camerún | 3   | 2 | 1 | 0 | 1 | 1  | 1  |

| 2 de diciembre de 2009 | Camerún   | 1 – 0 | Chad | Stade Barthelemy Boganda, Bangui |  |
|                        | Agbor 38' |       |      |                                  |  |

| 4 de diciembre de 2009 | Chad                                            | 4 – 3 | Gabón                               | Stade Barthelemy Boganda, Bangui |  |
|                        | Medego 40' · Dany 57' · Kerim 69' · Djime 90+1' |       | G. Essono 28' 33' · Lengoualama 76' |                                  |  |

| 6 de diciembre de 2009 | Gabón         | 1 – 0 | Camerún | Stade Barthelemy Boganda, Bangui |  |
|                        | G. Essono 53' |       |         |                                  |  |

## Fase Final

### Semifinales
| 9 de diciembre de 2009 | República Centroafricana | 2 – 1 | Gabón           | Stade Barthelemy Boganda, Bangui |  |
|                        | Momi 3' 39'              |       | Lengoualama 13' |                                  |  |

| 10 de diciembre de 2009 | Chad | 0 – 1 | Guinea Ecuatorial | Stade Barthelemy Boganda, Bangui |  |
|                         |      |       | Mpondo 62'        |                                  |  |

### Tercer Lugar
| 12 de diciembre de 2009 | Chad                 | 2 – 1 | Gabón                | Stade Barthelemy Boganda, Bangui |  |
|                         | Kerim 32' · Dany 79' |       | G. Essono 23' (pen.) |                                  |  |

### Final
| 13 de diciembre de 2009 | República Centroafricana | 3 – 0   | Guinea Ecuatorial | Stade Barthelemy Boganda, Bangui                          |                                                           |
|                         | Keita 2' · Momi 13' 86'  | Reporte |                   | Asistencia: 20,000 espectadores Árbitro(s): Neguel Damgwa | Asistencia: 20,000 espectadores Árbitro(s): Neguel Damgwa |

## Campeón
| Copa CEMAC 2009                        |
| -------------------------------------- |
| Bandera de la República Centroafricana |
| República Centroafricana 1º Título     |

## Goleadores
5 goles
- Hilaire Momi

4 goles
- Geoffroy Ngame Essono

2 goles
- Yaya Kerim
- Karl Max Dany
- Johan Lengoualama

1 gol
- Kelvin Agbor
- Amorese Dertin
- Ferdinand Kémo
- Salif Keita
- Ahmed-Evariste Medego
- Leger Djime
- Durel Akoli
- José-Princelin Kouyou
- Daniel Ekedo
- Manuel 'Ricky' Esono
- Landry Mpondo